# Фулла
Фулла (древнесканд. Fulla) — в скандинавской мифологии богиня-асинья, прислужница Фригг, знающая её сокровенные помыслы. Выглядит как юная дева с распущенными волосами и золотой повязкой на голове.
Имя Фуллы связано с прилагательным fullr («полный»). Снорри Стурлусон описывает Фуллу так: «…пятая — Фулла, (а) она тоже дева. Ходит она с распущенными волосами, и на голове у неё золотая повязка. Она носит ларец Фригг и хранит её обувь, и ей ведомы сокровенные помыслы Фригг» («Старшая Эдда»).
В кеннингах имя Фуллы употребляется для описания золота: «повязка Фуллы» и «заходящее солнце луга ресниц Фуллы».
Согласно Второму мерзебургскому заклинанию, Фулла — сестра Фрии (Фригг).